# Félix Savary
Pour les articles homonymes, voir Savary.
Félix Savary, né à Paris le 4 octobre 1797 et mort à Estagel le 15 juillet 1841, est un astronome français.

## Biographie
Il est le fils unique de Jean-Julien Savary, vétéran et historien des guerres civiles de l'ouest.
Étudiant à l'École polytechnique (Promotion X1815), il est bibliothécaire - observateur du Bureau des longitudes entre 1823 et 1829, puis professeur d'astronomie et de géodésie à l'École polytechnique à partir de 1831. Il est élu membre de l'Académie des sciences le 24 décembre 1832.
Dans son Mémoire sur les orbites des étoiles doubles, paru en 1827, il est le premier à calculer une orbite relative de binaire visuelle, c’est-à-dire du mouvement de l'étoile secondaire autour de la primaire. Il l'applique à l'étoile ξ Ursae Majoris dans Sur la détermination des orbites que décrivent autour de leur centre de gravité deux étoiles très rapprochées l'une de l'autre (Connaissance des temps pour 1830).
Il travaille avec Ampère et publie notamment en 1823 un Mémoire sur l'application du calcul aux phénomènes électro-dynamiques.
Honoré de Balzac lui dédie son roman La Peau de chagrin (1831).